# Carinda
Carinda é uma pequena povoação ou vilarejo no norte do estado de Nova Gales do Sul, na Austrália.
A  localidade ficou famosa em todo o mundo por nela ter sido gravado parte do vídeo musical da canção de David Bowie "Let's Dance" centrado no hotel e no pub da localidade. A conexão a Bowie fez com que fossem propostos planos para revitalizar o povoado. Contudo, a localidade não se tem desenvolvido e a sua população tem vindo a diminuir de ano para ano, tendo apenas 158 habitantes em 2016.
Além do hotel, há na localidade, um campo de golfe e um clube de de golf  que funciona nas noites de sexta-feira e sábado.
O maior evento de Carinda é uma corrida piquenique anual no mês de julho.